# Шаталин, Андрей Германович
Андре́й Ге́рманович Шата́лин (прозвище «Шатл»; 6 апреля 1960, Красноярск — 13 ноября 2023, Санкт-Петербург) — советский и российский музыкант (гитарист, клавишник, аранжировщик), автор песен. Один из основателей группы «Алиса» и участник коллектива (1983—1988, 1989—2003).

## Биография
Закончил музыкальную школу-семилетку по классу фортепьяно и гитары. В Красноярске играл в группе «Иллюзион». В 1980 году поступил в Ленинградский институт инженеров железнодорожного транспорта (ЛИИЖТ) на строительный факультет. В период учёбы вахтовым методом работал на строительстве Байкало-Амурской магистрали, где за летний сезон зарабатывал до 1200 рублей. В институте был свой студенческий клуб, благодаря которому Шаталин познакомился с безымянной группой, состоявшей из студентов разных факультетов.
В 1981 году вместе с другими студентами Железнодорожного института создал группу «Демокритов колодец». Играл на гитаре и клавишах. Самое сильное влияние на него оказал Джими Хендрикс.
В 1983 году стал гитаристом созданной Святославом Задерием группы «Алиса».
В 1985 году на некоторое время покинул группу после получения диплома железнодорожника и отъезда по распределению в Ригу.
В марте 1986 года Шаталин и певица Людмила (Терри) Колот создали собственный проект «Что Делать?». В августе Шаталин вернулся в «Алису».
15 августа 1986 года в Ленинграде состоялся квартирный концерт Александра Башлачёва, ему помогали музыканты «Алисы». В 1999 году запись была издана под названием «Чернобыльские Бобыли на краю света». Андрей Шаталин играл на гитаре.
В 1988 году во время записи альбома «Шестой лесничий» Шаталин из-за конфликта с Кинчевым вновь ненадолго оставил группу. Произошло это по причине расхождения во мнениях на гитарное соло в песне «Аэробика». Кинчев: «Я заставил Шаталина сыграть это соло так, как считал нужным, после чего он назвал меня фашистом, Гитлером и ушёл». В ноябре, после гастролей по Чехословакии, Шаталин вышел из группы вместе с клавишником Кондратенко.
В январе 1989 года образовалась группа «Замок 30» (с Кондратенко). До апреля длились репетиции, но потом, ещё до первых концертов, Шаталин покинул коллектив, возвратившись к Кинчеву.
В апреле 1993 года погиб гитарист Игорь Чумычкин, после этого из коллектива ушёл клавишник Андрей Королёв. «Алиса» существовала в формате квартета (Михаил Нефёдов — барабаны, Андрей Шаталин — гитара, Пётр Самойлов — бас-гитара, бэк-вокал, Константин Кинчев — вокал, акустическая гитара). Периодически с группой выступал на сцене Сеpгей «Боpов» Высокосов, в 1997 году состав усилил втоpой гитаpист Александp Пономаpёв, в 1998 году он был приглашён в «Аквариум», и его место занял Евгений Лёвин.

### Выход из состава «Алисы»
В декабре 2003 года после концертного тура в поддержку альбома «Сейчас позднее, чем ты думаешь» ушёл из группы, на этот раз окончательно. Кто-то пустил слух, что это Кинчев выгнал Шаталина, сопроводив увольнение словами «Именем Господа Бога, ты уволен!». Вадим Курылёв сказал об этом так: «Надеюсь, понимаете, что это шутка. Шаталин и Нефёдов ушли сами, не желая больше терпеть унижений, которым подвергались в последние годы пребывания в группе».
Когда Шаталин и Нефёдов объявили о своём уходе, многим слушателям и критикам казалось, что история закончилась. В качестве отягчающих обстоятельств приводились религиозные взгляды Константина Кинчева. Претензии чаще всего предъявлялись не к тому, как сделан тот или иной альбом, а что именно в нём освещалось, с заключением, что «с Шатлом и Михой всё было бы сделано намного лучше» и «„Алиса“ уже не та».

### Дальнейшая карьера
Михаил Нефёдов, став барабанщиком группы «Электрические партизаны», звал играть вместе Шаталина, но тот занялся электронной музыкой — ушёл из рока.
В 2007 году вышел его сольный альбом «8 мелодий для электрического пианино» (KDK Records). Несколько композиций с этого альбома («Флейта из водосточной трубы», «Алюминиевый журавль», «Простая история», «Закат») вошли в саундтрек к фильму «Прекрасное завтра» (2011).
6 мая 2013 года на вечере памяти Святослава Задерия в Санкт-Петербурге, арт-салон «Невский, 24», дебютировал проект «Это ТО!» (Андрей Шаталин — гитара, Михаил Нефёдов — барабаны, Павел Кондратенко — клавиши, Александр Желамский — вокал, Сергей Ваганов — декламация).
18 марта 2017 года в арт-салоне «Невский, 24» состоялся творческий вечер с Андреем Шаталиным. По его словам, после альбомов «Солнцеворот» и «Танцевать», Кинчеву стал интересен индастриал и современные тяжёлые стили, музыканты стали пробовать играть что-то похожее. Шаталин пытался, но, как блюзовый гитарист, не справился. Единственная песня в альбоме «Сейчас позднее, чем ты думаешь», куда он больше всего вложил сил и которая остаётся его любимой — «Душа».
Любимыми музыкальными коллективами в разное время были «Led Zeppelin», «King Crimson», «Deep Purple», «Pink Floyd», «Black Sabbath», «Stray Cats», «Metallica».
Скончался 13 ноября 2023 года в Санкт-Петербурге на 64-м году жизни.

## Дискография

### Сольные альбомы
- 2007 — «8 мелодий для электрического пианино»

### «Алиса»
- 1987 — «Блок ада»
- 1989 — «Шестой лесничий»
- 1989 — «Ст. 206 ч. 2»
- 1991 — «Шабаш»
- 1993 — «Для тех, кто свалился с Луны»
- 1994 — «Чёрная метка»
- 1996 — «Jazz»
- 1997 — «Дурень»
- 2000 — «Солнцеворот»
- 2001 — «Танцевать»[30]
- 2003 — «Сейчас позднее, чем ты думаешь»

### Альбомы, выпущенные С. Задерием
- 1984 — «Кривозеркалье»[31]
- 1986 — «Поколение X»[32]
- 1986 — СашБаш и АлисА — «Чернобыльские Бобыли на краю света»

### Концертные альбомы
- 1995 — «Акустика. Часть 1»
- 1995 — «Алиса на Шаболовке»
- 1998 — «Пляс Сибири на берегах Невы»
- 2000 — «Акустика. Часть 3»
- 2005 — «Мы вместе XX лет»[33]

### Синглы
- 1995 — «Jazz»
- 2003 — «Без креста»

### Сборники
- 1991 — Однажды в рок-клубе (1). Красное на чёрном
- 1996 — Алиса — Легенды русского рока
- 2003 — Алиса — Тринадцать[34]
- 2004 — Алиса — Театр теней
- 2009 — Алиса — Real Collection